# Рудник Хорасан 2
Рудник Хорасан 2 – гірничодобувне підприємство на півдні Казахстану, яке здійснює видобуток урану. 
Родовище Північний Хорасан розділили на дві ділянки, при цьому ділянка №2 дісталась компанії «Байкен-U», власниками якої виступили казахський державний концерн «Казатомпром» та консорціум японських компаній, що діяв через Energy Asia (Marubeni та Tepco по 30%, Toshiba 22,5%, Chubu Electric 10%, Tohoku Electric та Kyushu Electric по 2,5%), при цьому Energy Asia придбала 95% акцій. У другій половині 2010-х через невиконання іноземними інвесторами зобов’язань у повному обсязі відбувся процес реорганізації, за результатами якого «Казатомпром» увійшов да складу власників Energy Asia та отримав пряму і непряму участь у «Байкен-U» на рівні 52,5%. 
Дослідна розробка Хорасан 2 почалась в 2008-му, а завершення будівництва рудника проектною потужністю 2030 тон припало на 2012 рік. 
Уран видобувають з глибини від 600 до 700 метрів методом підземного вилуговування. У відповідності до проекту розробки протягом лише 10 років з 2021 по 2030 потрібно буде спорудити 7380 свердловин загальною довжиною 4944 км.
Отриманий десорбат переробляється на самому руднику у закис-окис урану, при цьому запущене в 2012-му афінажне виробництво «Байкен-U» також приймає частину десорбату, виробленого  сусіднім рудником компанії «Хорасан-U» (здійснює розробку ділянки Хорасан 1). 
Станом на кінець 2021 року ресурси ділянки №2 оцінювались у 17 тисяч тон урану, а видобуток планувалось вести до 2033 року.